# Урания Юрукова
Урания Юрукова-Пировска (на македонска литературна норма: Уранија Јурукова-Пировска) е революционерка от Егейска Македония.

## Биография
Урания Юрукова е родена в революционно семейство в костурското село Изглибе, Гърция, днес Пория, Гърция. Членка е на Националната общогръцка огранизация на младежите (ЕПОН) от 1940 година. По време на окупацията на Гърция в 1941-1945 година е районен активист на ЕПОН за Пополето, Костурско, и активен участник в ЕЛАС. В 1942 година става членка на Комунистическата партия на Гърция. След това е войник в Леринско-костурския батальон и в Първа егейска ударна бригада като комисар на чета. От август 1945 година се включва в редовете на Народоосвободителения фронт и Антифашисткия фронт на жените и от юли е околийски секретар на НОФ за Прспанска околия и районен и окръжен секретар за Костурско и членка на Секретариата на Главния комитет на АФЖ. По време на Гражданската война в Гърция става войник на Демократичната армия на Гърция (ДАГ) в април 1948 година и е произведена в чин капитан. Членка е на Организационния комитет и на ръководството на Комунистическата организация на Егейска Македония (КОЕМ). Многократно е ранявана. Във войната загива първият ѝ съпруг Яни Пировски (1923 - 1949). Детето им Дончо е изведен като дете бежанец в Чехословакия.
След разгрома на ДАГ във войната, емигрира в Албания. Там в Бурели заедно с Евдокия Фотева, Минчо Фотев, Ташко Хаджиянов, Павле Раковски, Темистокли Зиовски, Паскал Митревски, Вангел Койчев, Ламбро Чолаков, Лазо Поплазаров, Христо Коленцов, Михаил Мальов и Видо Кушевски е съдена като предател и агент на Тито на процес организиран от Никос Захариадис. Със съветския товарен кораб „Мичурин“ са откарани в СССР и затворени в Лубянка, след това в Ташкент, в Новосибирск и в Лагер 21 в Тайшет. През ноември 1956 година ѝ е позволено да напусне СССР и се установява във Федерална Югославия.
Умира в Скопие в септември 2012 година.
На Урания Юрукова е посветен романът на Петре Андреевски „Небеска Тимянова“ - Небеска е превод на гръцкото име Урания, а Тимяновна е по името на дядото на Урания Тимян (Евтимиос), загинал в 1943 година. Внучката на Урания Юрукова също кръстена Урания Пировска е директорка на Северномакедонския хелзински комитет.